# 天平铁路
天平铁路位于甘肃省东部，从天水市至平凉市。由铁道部、甘肃省、中国华能集团甘肃能源开发有限公司共同出资。以煤运为主，兼顾地方客货运输。

## 线路
起自陇海铁路天水站直通场东端疏解，至平凉华亭煤业集团所属的安口南集配站（改名为华亭站），利用既有线经安口南工业站接入宝中铁路安口窑站。
国铁I级铁路，单线，电气化。总长123km，其中正线长98.9km。重车方向限制坡度13‰，轻车方向18‰. 最小曲线比较1200米，困难地段800米。全线桥隧总长78.004公里，占线路长度的68.14%。其中穿越六盘山余脉关山的关山隧道15600米，六盘山隧道16390米，是中国目前单线小断面隧道中最长的。
设计速度120km/h，设计年输送能力为客车2对；预期近期年货运1600万吨，远期年货运1820万吨。

## 历史
工程投资54亿元，建设工期预计42个月。铁一院勘测设计。2008年12月4日正式开工，于2015年12月30日竣工通车。